# Callithomia zingiber
Callithomia zingiber är en fjärilsart som beskrevs av Fox 1945. Callithomia zingiber ingår i släktet Callithomia och familjen praktfjärilar. Inga underarter finns listade i Catalogue of Life.